# Enrico Bruzzi
Enrico Bruzzi (Prato, 26 agosto 1867 – Prato, 17 ottobre 1953) è stato uno scrittore italiano.

## Biografia

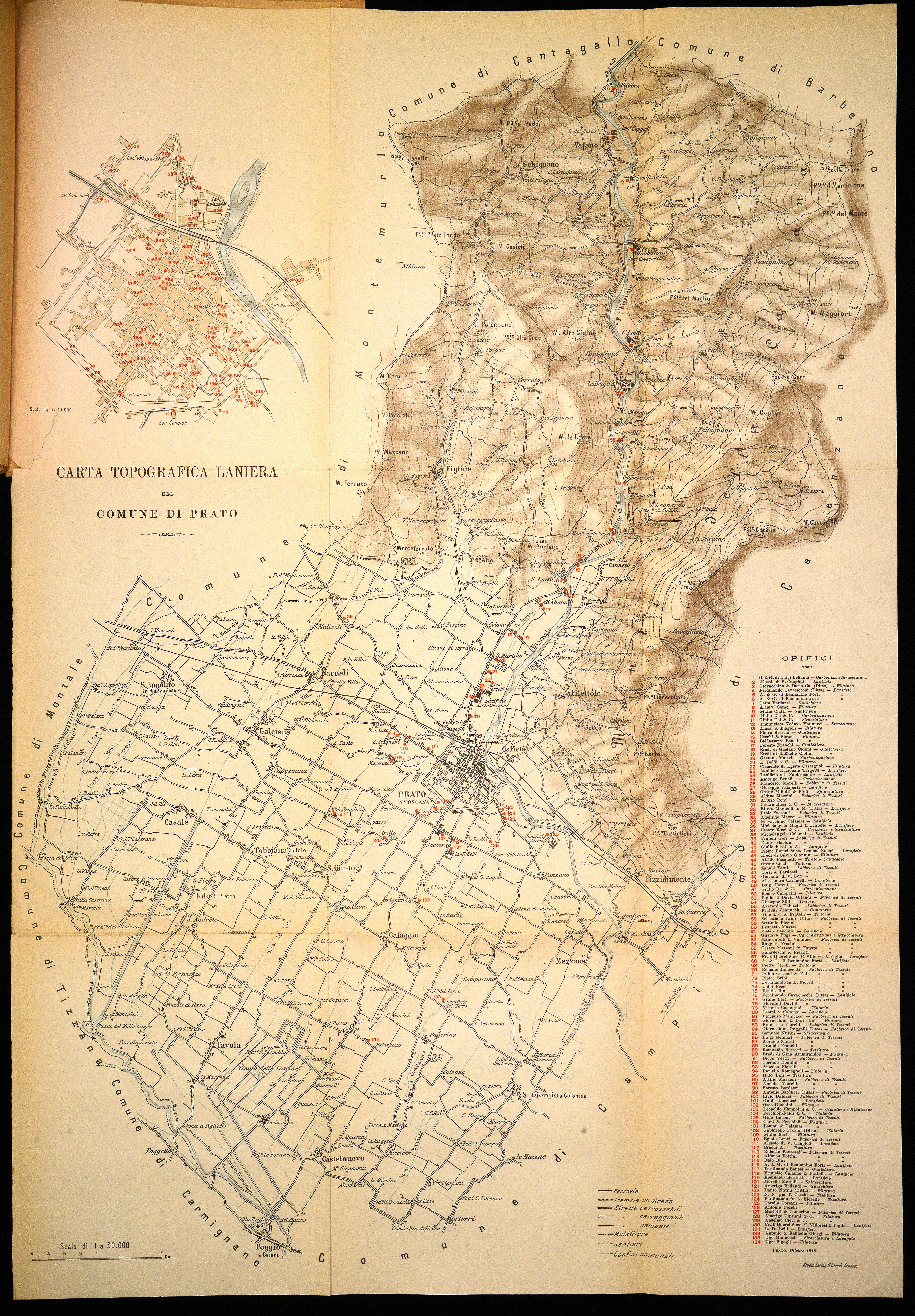
Carta topografica laniera di Prato (1918)

Diplomatosi in chimica industriale e in tessitura presso la Scuola Professionale di Prato, Bruzzi esercitò la professione di rappresentante di materiali tessili. Appassionato di cultura e storia locale, partecipò alla fondazione della Società pratese di storia patria, sorta l'8 ottobre del 1916 su iniziativa dello storico Giulio Giani con l'obiettivo di promuovere lo studio della storia di Prato e del suo territorio e a diffondere la conoscenza dei dati acquisiti. Fu uno dei più costanti e assidui collaboratori del periodico Archivio Storico Pratese  e concentrò le sue ricerche sugli aspetti economici e artigiani della città. Fu collaboratore e amico di illustri studiosi, tra questi Sebastiano Nicastro e Giovanni Livi, da cui trasse insegnamento e metodo di ricerca.
Tra le sue pubblicazioni è da menzionare la monografia L'arte della lana in Prato, edita nel 1920, «nella quale i ricordi della sua lontana giovinezza e le testimonianze di vecchi lanaioli suppliscono alla mancanza di fonti documentarie». Il volume, realizzato su iniziativa dall'Associazione Industriale e Commerciale dell'Arte della Lana, tratta della nascita e dello sviluppo dell'arte laniera pratese dal Basso Medioevo fino ai primi del Novecento e contiene una dettagliata carta topografica laniera del territorio di Prato nel 1918 che elenca i 134 opifici attivi in quell'anno . 
Nel 1962 il Comune di Prato ha intitolato a suo nome una via cittadina.

## Opere
- Enrico Bruzzi, Pro Val di Bisenzio: memoria statistico-topografica per promuovervi l'impianto d'una tramvia, Firenze, Sevieri, 1899
- Enrico Bruzzi, Relazione illustrativa ed esplicativa dei voti espressi al Ministero dei lavori pubblici, nell'adunanza del dì 22 Dicembre 1916, perchè la contemplanda via d'acqua trasversale Prato-Arno venga elencata in seconda classe: (Associazione industriale e commerciale dell'arte della lana in Prato), Prato, Tip. Giachetti, Figlio e C., 1917
- Enrico Bruzzi, L'arte della lana in Prato: monografia storica, Prato, Tip. Giachetti, Figlio e C., 1920
- Enrico Bruzzi, L'arte della lana nel Granducato di Toscana: alla fine del dominio mediceo: (da documenti inediti del R. Archivio di stato di Firenze), Prato, Lito-tipografico Giovanni Bechi & C., 1935
- Enrico Bruzzi, Il lanificio pratese: 200 anni sono in «Archivio storico pratese», 13 (1935)
- Enrico Bruzzi, Sulla storia dell'arte della lana in Toscana: considerata nella sua genesi e nella sua legislazione, Prato, Tip. G. Bechi, 1939
- Enrico Bruzzi, L'industria della carta in Prato, Prato, Giovanni Bechi & C., 1940
- Enrico Bruzzi, L'organizzazione del lavoro nell'antica arte della lana pratese, Prato, G. Bechi, 1941